# Otto Hausner

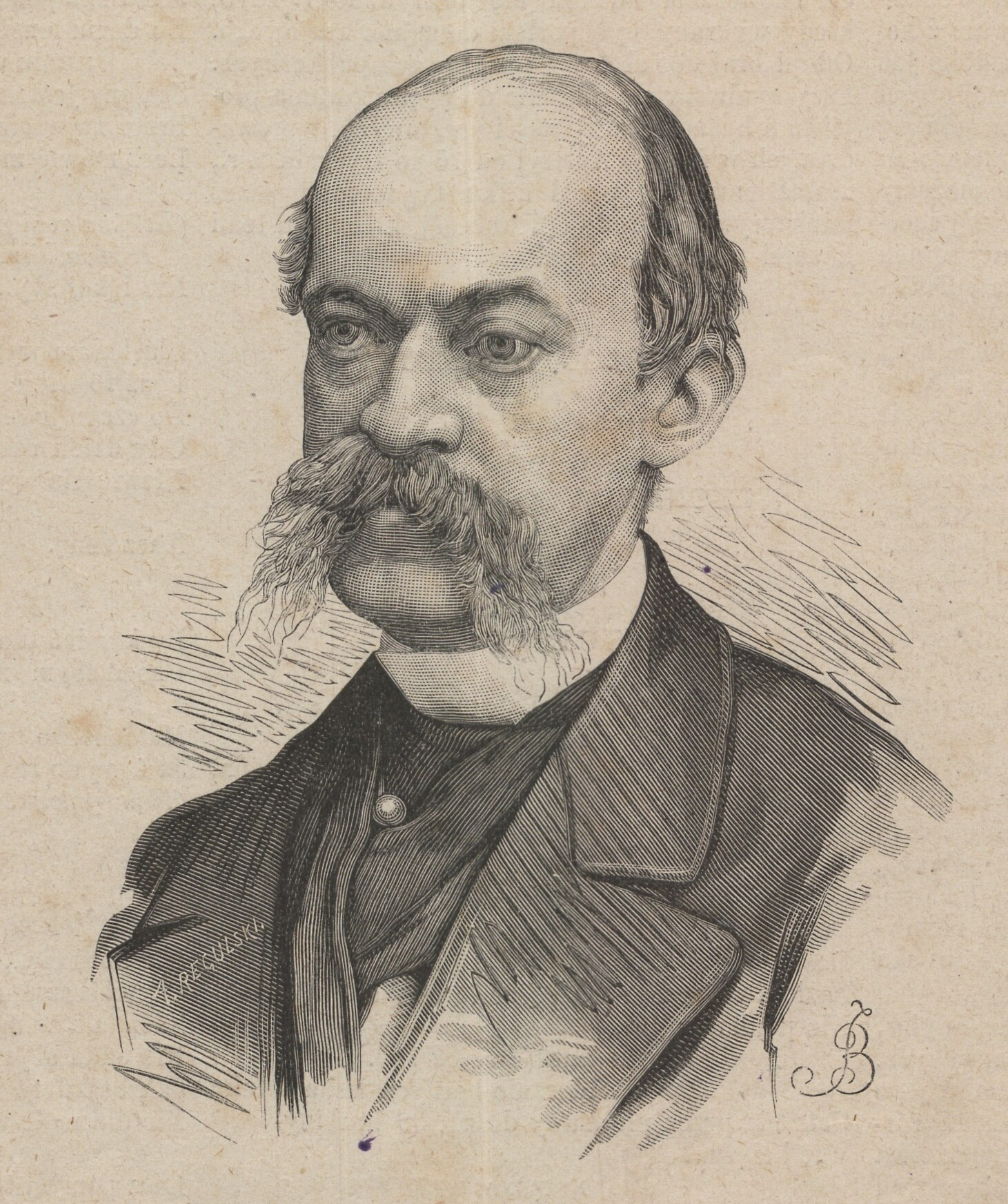
Otto Hausner (1881)

Otto Hausner (* 1827 in Brody, Galizien; † 26. Februar 1890 in Lemberg) war ein österreichischer Politiker polnischer Nationalität.
Otto Hausner studierte an den Universitäten in Lemberg, Wien und Berlin Medizin, beteiligte sich 1848 in Berlin am Märzaufstand und in Wien an den Oktoberkämpfen, ließ sich sodann in Galizien nieder, um ein Landgut zu bewirtschaften, und gab mehrere Schriften heraus.
1870 wurde er Mitglied des Lemberger Bezirksrats, 1873 des Galizischen Landtags und 1878 Abgeordneter im Österreichischen Reichsrat, wo er sich der Fraktion der Liberalen im Polenklub anschloss und sich durch seine Reden gegen die bosnische Okkupation und den Berliner Vertrag von 1878 bemerkbar machte. Er war ein heftiger Gegner Deutschlands. Er war Ehrenbürger von Lemberg, Brody, Drohobytsch, Sambir, Stanislaw und Schowkwa.

## Publikationen
- Vergleichende Statistik von Europa. 2. Bde., Lemberg: Milikowski, 1865.
- Vergleichende Monographie der Karl-Ludwigsbahn (Lemberg 1875)
- L'oeuvre de la peinture italienne (Lemberg 1859)
- Das menschliche Elend; Entwurf einer Geschichte desselben. Wien: Verlag d. Alma mater; Perles in Comm., 1879.
- Über den Zweikampf: Geschichte, Gesetzgebung und Lösung ; Rede gehalten in Wien am 17. März 1880 zu einem gemeinnützigen Zwecke. Wien: Verlag d. Alma mater, 1880.
- Mowa Ottona Hausnera miana dnia 24 stycznia 1879 w parlamencie austrjackim. Lwów: Księg. Polska, 1879
- Deutschthum und Deutsches Reich . Wien: Rosner, 1880.